# Rudinka
Rudinka és un poble i municipi d'Eslovàquia que es troba a la regió de Žilina, al centre-nord del país.
Està situat al nord-oest de la regió, prop del curs alt del riu Váh (conca hidrogràfica del Danubi) i de la frontera amb la República Txeca i Polònia.

## Història
La primera menció escrita de la vila es remunta al 1506.

## Demografia
| Godina             | 1994 | 2004   | 2014   | 2024   |
| ------------------ | ---- | ------ | ------ | ------ |
| Nombre de persones | 385  | 391    | 394    | 419    |
| Diferència         |      | +1,55% | +0,76% | +6,34% |

| Godina             | 2023 | 2024   |
| ------------------ | ---- | ------ |
| Nombre de persones | 402  | 419    |
| Diferència         |      | +4,22% |